# Theodor Cammann
Theodor Cammann – niemiecki as myśliwski z czasów I wojny światowej z 12 potwierdzonymi zwycięstwami powietrznymi, dowódca Jasta 74.
Pierwsze zwycięstwo odniósł w 1917 roku. 11 stycznia 1918 roku został na 15 dni mianowany dowódcą eskadry myśliwskiej Jagdstaffel 2. 26 stycznia został mianowany dowódcą nowo sformowanej eskadry Jagdstaffel 74, obowiązki pełnił do końca wojny z wyjątkiem około 5 tygodni od 22 sierpnia kiedy został ranny. 
Powojenne losy Theodora Cammanna nie są znane. Wiadomo tylko, że w czasie II wojny światowej służył w Luftwaffe.

## Odznaczenia
- Krzyż Żelazny I Klasy
- Krzyż Żelazny II Klasy